# Corbon (Calvados)
Corbon ist ein Ort und ehemalige französische Gemeinde mit 65 Einwohnern (Stand: 1. Januar 2019) im Département Calvados in der Region Normandie. Sie gehörte zum Arrondissement Lisieux. Die Bewohner werden Corbonnais und Corbonnaises genannt.
Der Erlass des Präfekten vom 30. September 2014 legte mit Wirkung zum 1. Januar 2015 die Eingliederung von Corbon als Commune déléguée zusammen mit der früheren Gemeinde Notre-Dame-d’Estrées zur Commune nouvelle Notre-Dame-d’Estrées-Corbon fest.

## Geografie

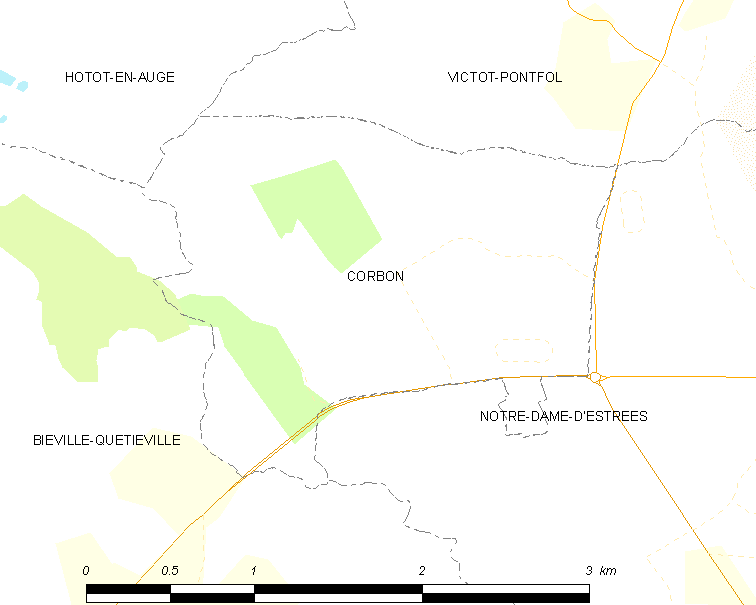
Karte von Corbon

Corbon liegt etwa 27 Kilometer ostsüdöstlich von Caen und etwa 17 Kilometer westlich von Lisieux am westlichen Rand der Région naturelle des Pays d’Auge. Das Gebiet von Corbon wird entwässert von der Vie, die es im Südwesten begrenzt. Ein großer Teil der Ortsfläche im Nordwesten ist Sumpfgebiet. Das Bodenrelief ist größtenteils flach mit einer minimalen Höhe von 5 m über dem Meeresspiegel im Westen beim Austritt der Vie aus dem Ortsgebiet und erreicht die maximale Höhe von 15 m im äußersten Nordosten.
Umgeben wird Corbon von drei Nachbargemeinden und der Commune déléguée Notre-Dame-d’Estrées:
| Hotot-en-Auge     | Victot-en-Auge                              |                                                    |
| Belle Vie en Auge | Kompassrose, die auf Nachbargemeinden zeigt |                                                    |
|                   |                                             | Notre-Dame-d’Estrées (Notre-Dame-d’Estrées-Corbon) |

## Toponymie und Geschichte
Frühe Formen des Ortsnamens waren Corbun (11. Jahrhundert), Salina Corbonis (11. Jahrhundert), Salina Corbuns (1160), Corbon (14. Jahrhundert), Sanctus Martinus de Corbone (16. Jahrhundert).
Die Pfarrgemeinde lag in den Händen des Lehnsherren, gehörte zum Bistum Lisieux, zum Dekanat von Beuvron, zur Généralité von Rouen und der Élection von Pont-l’Évêque.

## Bevölkerungsentwicklung
| Corbon: Einwohnerzahlen von 1793 bis 2020                                                                                  | Corbon: Einwohnerzahlen von 1793 bis 2020 | Corbon: Einwohnerzahlen von 1793 bis 2020 | Corbon: Einwohnerzahlen von 1793 bis 2020 | Corbon: Einwohnerzahlen von 1793 bis 2020 |
| --- | ----------------------------------------- | ----------------------------------------- | ----------------------------------------- | ----------------------------------------- |
| Jahr |                                           |                                           |                                           | Einwohner                                 |
| 1793 | 1793                                      |                                           | 120                                       | 120                                       |
| 1800 | 1800                                      |                                           | 111                                       | 111                                       |
| 1806 | 1806                                      |                                           | 136                                       | 136                                       |
| 1821 | 1821                                      |                                           | 127                                       | 127                                       |
| 1831 | 1831                                      |                                           | 125                                       | 125                                       |
| 1836 | 1836                                      |                                           | 137                                       | 137                                       |
| 1841 | 1841                                      |                                           | 118                                       | 118                                       |
| 1846 | 1846                                      |                                           | 98                                        | 98                                        |
| 1851 | 1851                                      |                                           | 107                                       | 107                                       |
| 1856 | 1856                                      |                                           | 105                                       | 105                                       |
| 1861 | 1861                                      |                                           | 118                                       | 118                                       |
| 1866 | 1866                                      |                                           | 106                                       | 106                                       |
| 1872 | 1872                                      |                                           | 91                                        | 91                                        |
| 1876 | 1876                                      |                                           | 94                                        | 94                                        |
| 1881 | 1881                                      |                                           | 95                                        | 95                                        |
| 1886 | 1886                                      |                                           | 103                                       | 103                                       |
| 1891 | 1891                                      |                                           | 95                                        | 95                                        |
| 1896 | 1896                                      |                                           | 75                                        | 75                                        |
| 1901 | 1901                                      |                                           | 98                                        | 98                                        |
| 1906 | 1906                                      |                                           | 102                                       | 102                                       |
| 1911 | 1911                                      |                                           | 98                                        | 98                                        |
| 1921 | 1921                                      |                                           | 89                                        | 89                                        |
| 1926 | 1926                                      |                                           | 87                                        | 87                                        |
| 1931 | 1931                                      |                                           | 101                                       | 101                                       |
| 1936 | 1936                                      |                                           | 105                                       | 105                                       |
| 1946 | 1946                                      |                                           | 89                                        | 89                                        |
| 1954 | 1954                                      |                                           | 118                                       | 118                                       |
| 1962 | 1962                                      |                                           | 96                                        | 96                                        |
| 1968 | 1968                                      |                                           | 82                                        | 82                                        |
| 1975 | 1975                                      |                                           | 72                                        | 72                                        |
| 1982 | 1982                                      |                                           | 66                                        | 66                                        |
| 1990 | 1990                                      |                                           | 65                                        | 65                                        |
| 1999 | 1999                                      |                                           | 56                                        | 56                                        |
| 2006 | 2006                                      |                                           | 70                                        | 70                                        |
| 2013 | 2013                                      |                                           | 68                                        | 68                                        |
| 2020 | 2020                                      |                                           | 65                                        | 65                                        |
| Quelle(n): EHESS/Cassini bis 1999, INSEE ab 2006 Anmerkung(en): Ab 1962 offizielle Zahlen ohne Einwohner mit Zweitwohnsitz |                                           |                                           |                                           |                                           |

## Sehenswürdigkeiten
- Kirche Saint-Martin aus dem 15. Jahrhundert